# Michail Iossifowitsch Gurewitsch
Michail Iossifowitsch Gurewitsch (auch Gurjewitsch, russisch Михаил Иосифович Гуревич, wiss. Transliteration Michail Iosifovič Gurevič; * 31. Dezember 1892jul. / 12. Januar 1893greg. in Rubanschtschina bei Sudscha, Oblast Kursk; † 25. November 1976 in Moskau) war ein sowjetischer Flugzeugkonstrukteur.

## Leben
Gurewitsch stammte aus einer jüdischen Familie, sein Vater war Mechaniker und Branntweinbrenner. Von 1902 bis 1910 besuchte er das Gymnasium in Achtyrka bei Charkow und schrieb sich im selben Jahr an der mathematischen Fakultät der Universität Charkow ein. 1911 wurde er wegen seiner Beteiligung an Studentenunruhen vom Studium ausgeschlossen. Er ging deshalb nach Frankreich und immatrikulierte an der Universität Montpellier. Während eines Heimaturlaubs 1914 brach der Erste Weltkrieg aus und Gurewitsch musste sein Studium unterbrechen, nahm es aber 1917 in Charkow wieder auf. Während dieser Zeit entstanden im lokalen Fliegerklub die von ihm entworfenen Segelflugzeuge „Aist“ und „Bumerang“. Beide nahmen 1924 bei den sowjetischen Segelflugmeisterschaften in Koktebel teil. 1925 veröffentlichte Gurewitsch erste Anleitungen zu Festigkeitsberechnungen und Hinweise beim Bau von Segelflugzeugen. Ebenfalls 1925 beendete er sein Studium mit einem Diplom in „Flugzeugbau“.
Von 1926 bis 1929 arbeitete er, da er im Flugzeugbau keine Anstellung fand, an der Entwicklung von Lüftungsanlagen bei der Vereinigung „Wärme und Kraft“. Ende 1929 ging er schließlich nach Moskau und fand eine Anstellung in der Entwicklungsgruppe OMOS (Abteilung für Seeflugzeug-Versuchsbau) von Paul Richard, einem französischen Konstrukteur, der für die „AWIAPROM“ Wasserflugzeuge konstruierte. In diesem Team arbeiteten bekannte Konstrukteure wie Georgi Berijew, Nikolai Kamow, Sergej Koroljow, Wadim Schawrow und Igor Tschetwerikow. Die Gruppe projektierte 1929 das hochseetaugliche Torpedoflugboot TOM-1, welches jedoch zugunsten der TB-1P von Tupolew abgelehnt wurde. Paul Richard ging deshalb nach Frankreich zurück und sein Büro übernahm sein Stellvertreter André Laville. Nach einer Zeit schlechtgeplanter Umstrukturierungsversuche kam Gurewitsch 1932 ins Moskauer Flugzeugwerk Nr. 39 zur Gruppe von Sergei Kotscherigin. Dort war er maßgeblich an der Konstruktion des Schlachtflugzeuges TSch-3 beteiligt, das jedoch nicht über das Erprobungsstadium hinauskam.
1936 reiste Gurewitsch mit einer Gruppe von Konstrukteuren unter Boris Lissunow in die USA, um für die Sowjetunion die Lizenz für die DC-3 zu erwerben. 1½ Jahre war das Team damit beschäftigt, die amerikanischen Maße ins metrische System zu übertragen. Im Herbst 1938 kehrten die Entwickler in die UdSSR zurück und bereiteten die Produktion der DC-3 unter der Bezeichnung PS-84 (später Li-2) im Flugzeugwerk Nr. 84 in Chimki bei Moskau vor.

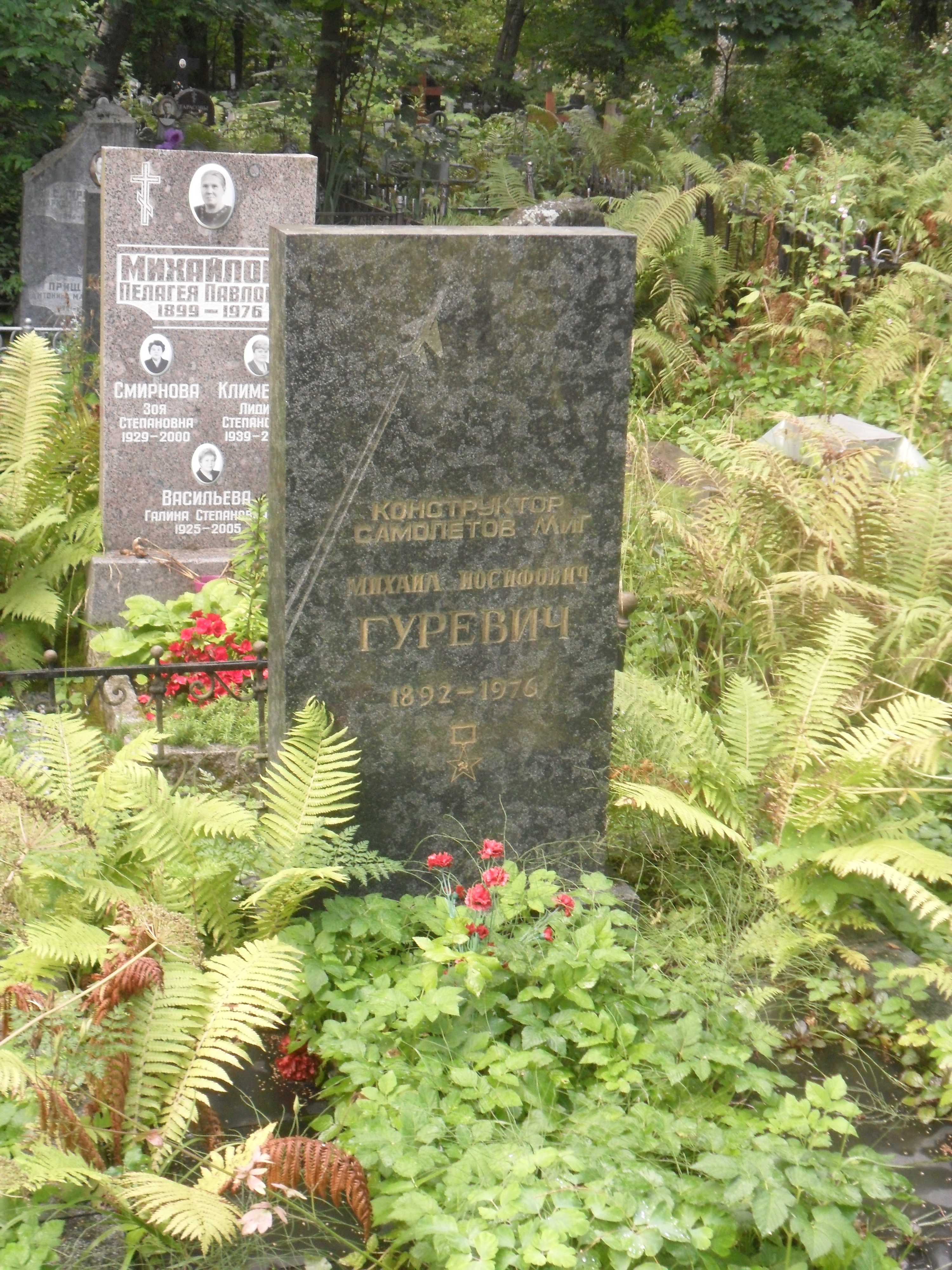
Grabstein von Michail Gurewitsch in Sankt Petersburg

1939 wechselte Gurewitsch auf Einladung Nikolai Polikarpows in dessen OKB, wo er Verbesserungsvorschläge für die Produktion der I-153 gab. Dort lernte er auch seinen späteren Teampartner Artjom Mikojan kennen. Dies bedeutete den Beginn einer fruchtbaren Zusammenarbeit. Am 8. Dezember 1939 erfolgte die Gründung des bekannten Konstruktionsbüro Mikojan-Gurewitsch. Erstes Modell war das Jagdflugzeug MiG-1 von 1940.
1946 ernannte man ihn zum Vorsitzenden der staatlichen Prüfungskommission des Moskauer Luftfahrtinstituts (MAI).
1958 wurde Gurewitsch Chefkonstrukteur des OKB Mikojan-Gurewitsch und blieb es bis zu seinem Ruhestand 1964.
Gurewitsch, der nie Mitglied der kommunistischen Partei war, erhielt 1964 seine Doktorwürde für technische Wissenschaften. Das letzte Modell, an dem er mitarbeitete, war der Abfangjäger MiG-25.
Gurewitsch lieferte die mathematische Grundlage für den Erfolg des Entwurfsbüros Mikojan-Gurewitsch. Dabei wurde in den Rechnungen insbesondere hohe Geschwindigkeit, gute Steigleistung und hohe Gipfelhöhe als Grundlage gewählt.
Für sein Werk erhielt Gurewitsch hohe Auszeichnungen, so 1963 den Leninorden und 1957 den Titel Held der sozialistischen Arbeit. Der Staatspreis wurde ihm in den Jahren 1941 (für die Arbeit an der MiG-1), 1947, 1948, 1949, 1952 und 1953 verliehen.